# Katastrofa lotu US-Bangla Airlines 211
Katastrofa lotu US-Bangla Airlines 211 – katastrofa lotnicza samolotu US-Bangla Airlines lot BS211/UBG211, do której doszło 12 marca 2018 na lotnisku w Katmandu, stolicy Nepalu. Samolot Bombardier Dash 8-Q400, lecący do Katmandu z lotniska w Dhace, stolicy Bangladeszu, rozbił się przy podchodzeniu do lądowania. Na pokładzie było  67 pasażerów i 4 członków załogi. W wyniku katastrofy zginęło 51 osób, a 20 zostało rannych.

## Samolot
Rozbity samolot to Bombardier Dash 8 Q400 o numerze rejestracyjnym S2-AGU. Samolot został wyprodukowany w 2001 roku i początkowo był wykorzystywany przez Scandinavian Airlines, a od 2008 przez Augsburg Airways. W 2014 roku trafił do US-Bangla Airlines. W 2015 roku uczestniczył w incydencie lotniczym, kiedy to wypadł z pasa na lotnisku w Szoidpur w Bangladeszu. Obyło się wówczas bez ofiar, a samolot po niewielkich naprawach ponownie wrócił do użytku.

## Przebieg lotu
Samolot rozpoczął lot do Katmandu z lotniska w Dhace o godzinie 12:52 czasu lokalnego (UTC+06:00, 06:52 czasu uniwersalnego). Na jego pokładzie znajdowało się 67 pasażerów i 4 członków załogi.
Wieża kontroli lotów w Katmandu początkowo wydała zezwolenie na lądowanie na pasie 02. Załoga przerwała podejście do lądowania i poinformowała, że wykonuje krąg w prawo. Wówczas kontroler powiedział, że nie ma możliwości lądowania na pasie 20 ze względu na inny ruch. Po chwili kontroler zapytał lot 211 o intencje, czy chcą lądować na pasie 02 czy 20. Załoga odpowiedziała we like to land on two-zero (chcemy lądować na dwa-zero). Kontroler wydał zezwolenie na lądowanie na pasie 20 przy wietrze 260 stopni, 6 węzłów. Początkowo załoga nie widziała pasa, ale po chwili zgłosiła pas w zasięgu wzroku, poprosiła o zgodę na lądowanie i uzyskała ponowne zezwolenie. Pilot potwierdził zezwolenie: cleared to land runway 02 (zezwalam na lądowanie pas 02), chociaż wcześniej chciał lądować na pasie 20. Kontroler również potwierdził zezwolenie na pas 02.
Lokalne media informowały, że samolot minął próg pasa 02 i przyziemił przed rozbiciem. Według naocznych świadków statek powietrzny nie lądował wzdłuż osi pasa. Według nich miał skręcić i wypaść z pasa, po czym uderzył w ogrodzenie lotniska i rozbił się na pobliskim boisku piłkarskim. Samolot rozpadł się na kilka części i stanął w płomieniach.
Służby ratunkowe pojawiły się na miejscu natychmiast. W ciągu 15 minut pożar został zduszony. 39 osób zostało przetransportowanych do różnych szpitali w Katmandu. Wiele z nich było poważnie rannych lub w stanie krytycznym; 8 z nich zmarło przed dotarciem do szpitala, a z pozostałych przeżyło 20.
Lotnisko pozostało zamknięte przez trzy godziny.

## Załoga i pasażerowie
Na pokładzie samolotu znajdowało się 67 pasażerów (w tym dwoje dzieci) i czworo członków załogi. Samolot pilotował Abid Sultan, były pilot banglijskich sił powietrznych. Pierwszym oficerem była Prithula Rashid, pierwsza kobieta pilot w US-Bangla Airlines. Kapitan był bardzo doświadczonym pilotem. Według oficjalnych źródeł wśród pasażerów na pokładzie znajdowało się 33 Nepalczyków, 32 Banglijczyków, jeden Chińczyk i jeden obywatel Malediwów.
| Kraj       | Pasażerowie | Załoga | Razem |
| ---------- | ----------- | ------ | ----- |
| Bangladesz | 32          | 4      | 36    |
| Nepal      | 33          | -      | 33    |
| Chiny      | 1           | -      | 1     |
| Malediwy   | 1           | -      | 1     |
| Razem      | 67          | 4      | 71    |

## Śledztwo
Na miejscu katastrofy niemal natychmiast pojawił się premier Nepalu Khadga Prasad Oli, by obserwować i nadzorować akcję ratunkową. Później zapowiedział natychmiastowe podjęcie śledztwa w sprawie przyczyn katastrofy. Władze oficjalnie potwierdziły, że ratownicy odnaleźli obie czarne skrzynki z samolotu.